# Congiura degli Orsi
La congiura degli Orsi è stata una congiura che ebbe luogo il 14 aprile del 1488 a Forlì nella quale i due fratelli Ludovico e Checco della famiglia Orsi uccisero il signore della città Girolamo Riario.
Con l'uccisione di Riario, gli Orsi speravano di acquisire il dominio sulla città, ma la vedova, Caterina Sforza, riuscì a mantenere il dominio sulla città come reggente per il figlio Ottaviano.

## Antefatti
Dopo la cacciata degli Ordelaffi, papa Sisto IV affidò il governo della città al nipote Girolamo Riario. Questi inizialmente abolì numerose tasse, assicurando al nuovo signore il consenso del popolo e della nobiltà. Malgrado l'esaurimento delle risorse portate da Roma, Girolamo Riario riuscì a portare avanti la realizzazione di alcune opere di rilievo, tra cui la costruzione dei chiostri nel convento di Santa Maria della Ripa, il potenziamento di parte della cinta difensiva ed i lavori per il completamento della rocca.
Nel 1486 la reintroduzione dei dazi, causata dalle disastrose condizioni delle casse della signoria, causò malcontento in tutti gli strati sociali cittadini e ridiede vigore agli Ordelaffi che, con a capo Antonio Maria, miravano a riprendere il governo alla città. Girolamo Riario, a causa della sua partecipazione a congiure e intrighi altrove non godeva neppure di molti appoggi esterni.

## Congiura
I due fratelli Orsi, Ludovico e Checco erano debitori verso Girolamo Riario di una forte somma di denaro e, sfruttando il clima di malcontento esistente in città, si diedero da fare per allestire una congiura, con l'appoggio esterno di Antonio Maria Ordelaffi, di papa Innocenzo VIII e di Lorenzo de' Medici (in seguito alla partecipazione di Girolamo Riario alla congiura dei Pazzi nel 1478).
Girolamo Riario aveva incontrato casualmente Checco Orsi nel marzo del 1488 e gli aveva intimato il pagamento del debito, rifiutando la sua proposta di saldare i conti tramite l'opera prestata come ufficiale delle guardie. Altri incontri si ebbero agli inizi di aprile e il giorno 12 aprile, all'uscita della messa, quando Riario lo minacciò nuovamente e, come riferito da Leone Cobelli, gli disse "tu me farai fare qualche matteria".

## Uccisione di Girolamo Riario
La sera del 14 aprile del 1488 Girolamo Riario si trovava dopo cena nella sala delle Ninfe nel palazzo della Signoria con alcuni amici fedeli. Checco Orsi, quale membro della nobiltà cittadina, godeva del "privilegio della chiave", ovvero del diritto di far visita al signore della città senza bisogno di un invito formale, e poté dunque entrare senza difficoltà, mentre due sicari restarono a guardia della porta di entrata. Giunto dal signore finse di volergli consegnare una lettera di credito per saldare il debito ed estrasse invece da sotto il mantello un pugnale con il quale lo colpì al petto. Alle grida giunsero gli altri sicari che trassero Girolamo Riario da sotto il tavolo dove si era rifugiato, lo colpirono ancora mortalmente. Nel combattimento seguito con le guardie ci furono diversi morti, tra cui un figlio di Checco Orsi.
Altri congiurati guidati da Ludovico Orsi si radunarono nella piazza davanti al palazzo aizzando i cittadini al grido di "viva la libertà". Il corpo di Girolamo Riario, denudato, venne gettato dalla finestra e la folla ne fece scempio.

## Reazione di Caterina Sforza
La moglie di Girolamo Riario, Caterina Sforza, al momento dell'uccisione del marito si trovava con i figli, la madre e la sorella in un'altra ala del palazzo. Inviò alcuni suoi fedelissimi al castellano della rocca di Ravaldino, Tommaso Feo, con l'ordine di spedire richieste di aiuto alle signorie amiche di Bologna e Milano. Venne poi presa prigioniera con tutto il suo seguito e condotta nella residenza della famiglia Orsi. 
Non appena Ludovico il Moro seppe della congiura, inviò un esercito a Bologna alla guida di Galeazzo Sanseverino che, unendosi alle truppe di Giovanni Bentivoglio, andò in soccorso della vedova.
Ludovico e Checco Orsi tuttavia non avevano il prestigio o il potere necessario per imporsi al consiglio dei Quaranta e al consiglio degli anziani, che riunitisi quella stessa sera deliberarono il ritorno della città sotto la giurisdizione dello Stato della Chiesa. La mattina seguente il vescovo di Cesena Giovanni Battista Savelli giunse in città per portare a Caterina Sforza le condoglianze del pontefice, invitandola a spostarsi ad Imola; al suo rifiuto diede ordine agli Orsi di trasferire Caterina Sforza e i suoi familiari agli arresti presso la rocchetta di Porta San Pietro. Il 29 aprile le truppe delle signorie alleate giunsero in città, gli sforzeschi la circondarono, minacciando di saccheggiarla e fare strage dei congiurati, che il giorno successivo si arresero e si diedero alla fuga. Caterina assunse reggenza di Forlì per conto del figlio Ottaviano Riario.